# Sofia de Oliveira Ferreira
Sofia de Oliveira Ferreira (Alhandra, 1 de Maio de 1922 – Lisboa, 22 de Abril de 2010) foi uma política revolucionária anti-fascista portuguesa, destacada militante comunista do Partido Comunista Português, de cujo Comité Central foi membro durante mais de 30 anos.
Presa por motivos políticos pelo regime do Estado Novo e por este severamente torturada durante mais de 12 anos, viveu na clandestinidade de 1946 a 1974.

## Juventude
Nascida a 1 de Maio de 1922 e registada 10 dias depois, filha de trabalhadores agrícolas, Sofia Ferreira é levada pela família aos 2 anos de idade para Vila Franca de Xira.
Oriunda de uma família pobre, é privada do acesso à escola e forçada a trabalhar desde a infância. Aos dez anos, segundo testemunho próprio, fazia “as mudas, as sachas, a apanha de favas, andar com as éguas a gradar” ganhando “um pouco menos que a minha mãe, cerca de três escudos”.
Aos doze anos de idade, Sofia Ferreira vai viver com os padrinhos em Lisboa, para quem realiza os trabalhos domésticos, cuidando dos idosos e da criação de animais no quintal. Aprende a ler com uma vizinha, através do livro do pedagogo João de Deus, e noções básicas de matemática. Adquire gosto pela leitura com a obra As Pupilas do Senhor Reitor. Aos 20 anos, Sofia Ferreira começa a servir como empregada doméstica numa casa particular.
Irmã mais velha de Georgette Ferreira e de Mercedes Ferreira, são estas que lhe dão a conhecer o Partido Comunista Português, ao qual chegaram através da acção de Soeiro Pereira Gomes e Manuela Câncio Reis entretanto levada a cabo na sua região.

## Ingresso no Partido Comunista Português
Sofia Ferreira ingressa no Partido Comunista Português em 1945, logo após o fim da Segunda Guerra Mundial.
Em 1946, por intermédio de António Dias Lourenço é destacada pela primeira vez para uma instalação clandestina do PCP na Figueira da Foz, na qual funciona uma tipografia de impressão da publicação O Militante e de outros materiais de propaganda do partido. Nesta casa isolada dentro duma quinta, sem electricidade nem água, onde o trabalho é desenvolvido à luz de candeeiros a óleo, Sofia Ferreira viverá dois anos.
É-lhe então confiada a tarefa de residência numa casa clandestina de apoio do Secretariado do PCP no Luso, onde residirá com Álvaro Cunhal usando o pseudónimo “Elvira”, fazendo-se os dois passar por um casal.
Nesta casa, a 25 de Março de 1949, virá a ser descoberta e presa pela primeira vez pela PIDE, pela brigada chefiada pelo chefe de brigada Jaime Gomes da Silva, constituída pelos agentes Mortágua, Rego, Guerra e Pais, acompanhados pela GNR, na sequência da perseguição desta ao dirigente comunista Militão Ribeiro, que procurou refúgio no local após a sua residência clandestina ter sido também descoberta. São capturados juntamente com Álvaro Cunhal e levados os três para a delegação da polícia política do Porto.

## Presa política pelo regime do Estado Novo
Sofia Ferreira testemunhará que a primeira de muitas torturas a que foi sujeita ocorreu no instante em que contra a sua vontade entrou pela primeira vez na delegação da PIDE no Porto e ouviu os gritos da sua camarada Luísa Rodrigues, companheira de Militão Ribeiro, presa desde 7 de Fevereiro, e se viu impedida de prestar socorro à sua camarada, cuja cela foi imediatamente entaipada.
«uma das formas de tortura da PIDE era justamente fazer ouvir gritos e gemidos de
outros presos, para quebrar a moral e criar tensão psicológica e nervosa aos presos
recém-chegados e mesmo aos que já se encontravam presos havia longo tempo»
Sofia Ferreira

#### Agressões
Agredida e insultada por tentar fazer chegar uma mensagem escrita a Luísa Rodrigues, Sofia Ferreira foi interrogada em longas sessões sob a ameaça de agressão com cassetete, com o qual lhe bateram por ordem de Gomes da Silva. Violentamente esbofeteada, sofre derramamento de sangue no olho esquerdo e perturbações auditivas de longo prazo.

#### Isolamento
Recusando-se a prestar declarações e a assinar os autos, após os interrogatórios Sofia Ferreira é castigada com prisão em completo isolamento por seis meses, cinco dos quais sem autorização de executar quaisquer trabalhos manuais ou ter acesso a leituras. Permitidas visitas apenas de quinze em quinze dias e por apenas 15 minutos, os familiares de Sofia Ferreira deslocavam-se em 1949 ao Porto regularmente para a visitar as três irmãs, Mercedes, Georgette e Sofia Ferreira, que em determinado período estão presas simultaneamente.

### Regresso à Clandestinidade
Sofia Ferreira seria condenada a 18 meses de prisão em Maio de 1950. Recorrendo ao Supremo Tribunal de Justiça, verá a sua pena agravada para 20 meses e 1 ano de medidas de segurança. Sai em liberdade condicional a 4 de Fevereiro de 1953, e opta por retomar imediatamente a clandestinidade.
Em 1957, embora não participando presencialmente do V Congresso do PCP, é neste proposta e eleita como membro substituto do Comité Central do Partido Comunista Português. Na sua biografia política então apresentada ao congresso constam 12 anos de filiação partidária, 11 anos de vida em clandestinidade como funcionária do PCP e 3 anos e meio de prisão.

### Segunda Prisão
É detida a 28 de Maio de 1959 na Rua da Artilharia Um, em Lisboa, juntamente com o seu companheiro António Santo, pelos agentes Inácio Ribeiro Ferreira, Silvestre Soares e José Henriques Júnior.

### Tortura
Será nesta segunda passagem pelo cárcere submetida à tortura da «estátua» que não será contudo suficiente para a demover de não responder às perguntas da PIDE ou a fazê-la assinar os autos. Contudo, a documentação apreendida pela PIDE permite-lhe compreender que Sofia Ferreira e o seu companheiro António Santo actuavam numa organização denominada Organismo Regional de Lisboa de cuja direcção central Sofia era membro, na qualidade de membro suplente do Comité Central. Conclui a PIDE no seu relatório que Sofia Ferreira detinha responsabilidades mais elevadas que António Santo, nomeadamente o controlo de outros funcionários e a recepção e encaminhamento de correspondência interna do PCP.

### Julgamento
No fim de Maio de 1960 Sofia Ferreira será julgada no Tribunal Plenário da Boa Hora pelo juiz Silva Caldeira, com defesa pelo advogado Manuel João da Palma Carlos. À contestação da acusação pelo advogado através da enunciação dos objetivos dos partidos comunistas, respondeu o juiz esta ser irrelevante à defesa dos réus, indeferindo o pedido do advogado de perguntar à testemunha de acusação, o agente da PIDE Varatojo, quais os fins que o PCP visava.
Manuel Palma Carlos, obstando-se a prosseguir interrogatório na ausência deste esclarecimento, é instado pelo desembargador a abandonar a bancada da defesa, sendo nomeado Duarte Turras defensor oficioso da ré, o que leva Sofia Ferreira a levantar-se para dizer que não prescinde do seu advogado, sendo-lhe ordenado que se sentasse. Afirmando a ilegalidade do julgamento por não ser defendida pelo seu advogado, o juiz ordena o recolhimento ao calabouço do tribunal. Na audiência do dia seguinte, Sofia Ferreira declara pertencer ao Partido Comunista Português e que este não é «uma associação ilícita e subversiva que pretende derrubar o governo pela violência». Enviada para o calabouço, lá lhe será proferida a sentença de condenação a 5 anos e 6 meses de prisão maior e 3 anos de medidas de segurança.

### Regime Prisional do Estado Novo
Presa nove anos e três meses seguidos na Prisão de Caxias, Sofia Ferreira foi punida regularmente ao abrigo de qualquer subterfúgio, como falar um pouco mais alto no corredor, cantar, cumprimentar um companheiro com quem se cruzava ou reclamar cuidados médicos ou o internamento para uma companheira.
«castigos por tudo e por nada obedeciam a uma orientação da PIDE (com o objectivo) de refrear o espírito
combativo dos presos, acerca dos problemas prisionais, de quebrar a unidade e a organização dos patriotas
presos e de suas famílias (e por outro lado) a acumulação de castigos influía na libertação condicional dos
presos e na prorrogação das medidas de segurança, pois estas eram concedidas na base do “bom” ou
do “mau” comportamento prisional».
Sofia Ferreira
Sofia Ferreira afirmaria que a vida na Prisão de Caxias acontecia «sob uma tensão permanente que se reflectia profundamente na saúde, no estado psíquico e no sistema nervoso dos presos», decorrente não apenas dos castigos mas também da falta de assistência médica, alimentação de má qualidade e ausência de visitas.

### Privação de Contacto Familiar
Em Abril de 1961, Mercedes Ferreira pede ao director da PIDE autorização para visitar a irmã, pedido que seria indeferido com o argumento de que Mercedes já tinha estado presa. Seria também indeferido o pedido de visita da mãe de ambas, que era cega. Após a morte desta, em Março de 1965, seria também indeferido o pedido de Sofia de comparência ao funeral de sua mãe, pela PIDE e pelo Ministério do Interior.

## Regresso à Clandestinidade
Libertada condicionalmente a 6 de Agosto de 1968, após nove anos e três meses detida. O seu companheiro António Santo que cumpriu o mesmo tempo de prisão, obtém também a liberdade condicional dois dias depois, mediante o pagamento de uma caução. Os dois casam em Novembro e vão viver para Alverca do Ribatejo. Deixam de se apresentar à polícia em Dezembro desse ano e partem em segredo para a União Soviética, onde durante ano e meio vivem a lua de mel e procuram recuperar-se física e psicologicamente.
Regressam a Portugal um ano e meio depois. Ela volta a envolver-se em actividades clandestinas, primeiro na Organização Regional de Setúbal e mais tarde na Direcção Regional de Lisboa, o que por razões de segurança, leva-a a deixar de viver na mesma casa que o marido. Manter-se-á na clandestinidade até 1974.
Em 1969, realizou-se em Helsínquia o Congresso Mundial das Mulheres onde se debateram questões como as medidas em prol da paz, as campanhas de solidariedade e as condições de vida das trabalhadoras. Sofia Ferreira fazia parte da delegação portuguesa da qual também faziam parte Maria Luísa da Costa Dias, Cecília Areosa Feio, Maria José Ribeiro e Maria da Piedade Morgadinho.
Morava na Damaia com Maria Lourença Cabecinha quando aconteceu o 25 de Abril.

## Após a Revolução dos Cravos
Após a Revolução dos Cravos, continuou a fazer parte do Comité Central do PCP até 1988, um ano antes passou a fazer parte do grupo de trabalho responsável pelo arquivo Histórico do PCP.
Foi membro da União dos Resistentes Antifascistas Portugueses (URAP).
Sofia Ferreira faleceria a 22 de Abril de 2010. O seu funeral realizou-se no Cemitério do Alto de São João.

## Homenagens
Em 2006, ela e a irmã Georgette Ferreira foram homenageadas pelo núcleo de Vila Franca de Xira do Movimento Democrático de Mulheres em Alhandra.
Após a sua morte várias entidades emitiram notas de pesar, nomeadamente as Câmara Municipais de Vila Franca de Xira e de Almada, a URAP (União dos Resistentes Antifascistas Portugueses) e o PCP.